# محمد بن عائذ القرشي
أبو عبد الله محمد بن عائذ بن عبد الرحمن بن عبيد الله القُرشي الدمشقي الكاتب، (ولد 150 هـ-767/توفي 25 ربيع الآخر، 233 هـ-8 ديسمبر، 847)، مؤرخ مسلم متخصص في التاريخ العسكري، وأحد حفاظ الحديث. تولى ديوان خراج غوطة دمشق في عهد المأمون.

## سيرته
كان من أهل الفتوى والإفتاء في دمشق، وعلماً من أعلام الفكر التاريخي، ورائداً من رواد التصنيف في تاريخ الحروب الإسلامية العربية، وتعد كتبه في المجال العسكري شديدة الأهمية وحظيت باهتمام بالغ من المؤرخين القدامى فاقتبسوا منها مئات الصفحات والروايات في كتبهم حتى ضاعت وفُقِدت في القرن العاشر الهجري. وقد اقتبس ابن عساكر في تاريخ دمشق وحده 364 نصاً من كتب ابن عائذ. ويعتبر عند علماء الجرح والتعديل ثقة صدوق، وقد وثقه يحيى بن معين ودحيم الدمشقي وأبو داود وصالح بن محمد وابن حبان وصلاح الدين الصفدي. وروى له النسائي وأبو دواد في السنن.

### شيوخه وتلاميذه
تلقى ابن عائذ العلم عن عدد جم من العلماء من كبار مشيخة أهل الشام وغيرهم، وقد استحوذ على اهتمامه بشكل خاص رواية الأخبار المتعلقة بالمغازي والحروب والصوائف والشواتي. وهؤلاء العلماء هم:
- إسماعيل بن عياش
- الحكم بن هشام الثقفي
- سعيد بن شمر
- سليمان بن عبد الحميد البهراني الحمصي
- سويد بن عبد العزيز السلمي
- شعيب بن إسحاق الأموي القرشي
- عبد الأعلى بن مسهر الغساني
- عبد الرحمن بن سليمان العنسي
- عبد الرحمن بن مغراء الأزدي
- عبد الله بن عبد الرحمن الأزدي
- عطاف بن خالد المخزومي القرشي
- عمر بن صالح الأزدي
- عمر بن عبد الواحد السلمي
- عيسى بن يونس السبيعي
- كعب بن خريم المري
- محمد بن شعيب الأموي القرشي
- محمد بن عبد العزيز
- الواقدي
- درك بن سعد الفزاري
- مروان بن محمد الأسدي
- مروان بن أبي وهب
- المغيرة بن المغيرة الربعي
- مهدي بن إبراهيم
- الوليد بن محمد الأموي القرشي
- الوليد بن مسلم الأموي
- الهيثم بن حميد الغساني
- الهيثم بن عمران العنسي
- يحيى بن حمزة الحضرمي
- يزيد بن سمرة المذحجي
- يعقوب بن فضالة

ومن حيث التلاميذ تتلمذ على يديه حوالي 28 شخصاً، وهم:
- إسماعيل بن أبان البتلهي
- أحمد بن إبراهيم البسري
- أحمد بن أبي الحواري
- أحمد بن علي القرشي
- أحمد بن محمد بن عبد الباقي
- أحمد بن محمد بن يحيى بن حمزة الحضرمي
- بكار بن عبد الله
- جعفر بن محمد الفريابي
- خالد بن روح الثقفي
- أبو داود
- عبد الرحمن بن عبد الصمد السلمي
- أبو زرعة الدمشقي النصري
- عبد القدوس بن الريان البهراني
- أبو زرعة الرازي
- أبو همام الأزدي
- أبو عمرو الأنطاكي
- علي بن يعقوب القرشي
- محمد بن إدريس
- أبو العباس الرقي
- محمد بن الهيثم
- ابن وضاح
- محمود بن إبراهيم القرشي
- محمود بن خالد بن يزيد السلمي
- معاوية بن صالح الأشعري
- الهيثم بن مروان العنسي
- يزيد بن محمد القرشي
- يعقوب بن إسحاق الدمشقي
- يعقوب الفسوي

### كتبه
له من الكتب أربعة فقط:
- كتاب المغازي، هو أشهر كتبه وأكثر كتابٍ له اقتبس منه المؤرخون والعلماء، وقد اختفى في القرن العاشر الهجري، واعتُبِر ضائعاً، وهو عن سيرة النبي محمد وغزواته وسير من أتى بعده من الخلفاء الراشدين وفتوحات الصحابة وبعض تراجمهم.[7]
- كتاب الفتوح، هو عن الفتوحات الإسلامية العربية في عهد الراشدين والعهد الأموي وما بعدها حتى زمان ابن عائذ، وهو أيضاً مفقود.[8]
- كتاب السير، وهو أيضاً مفقود.[8]
- كتاب الصوائف، وهو كتاب يتحدث عن التاريخ العسكري في العصر الأموي ومطلع العصر العباسي، وتحديداً عن حروب العرب مع الروم والخزر، وهو أيضاً من الكتب المفقودة، ولكن توجد مئات النصوص المقتبسة عن هذا الكتاب في الكتب العربية القديمة وقام الباحث سليمان السويكت باستخراج هذه الروايات وجمعها ونشرها في كتاب واحد يحمل نفس اسم كتاب ابن عائذ.[8][9]

### وفاته
هناك اختلاف في وفاته إذ تعددت الروايات ما بين سنة 232 هـ و233 هـ و234 هـ، والأثبت أنه توفي في يوم الخميس 25 ربيع الآخر، 233 هـ-8 ديسمبر، 847 بدمشق.